# 荻野富士夫
荻野 富士夫（おぎの ふじお、1953年3月21日 - ）は、日本の歴史学者、小樽商科大学名誉教授。専攻は日本近現代史。
治安維持法や特高警察、戦時下の思想統制などを主な研究対象とし、日本における言論・思想統制の歴史に関する著作を多く発表している。「治安維持法の歴史」全6巻では、1925年の法制定から廃止に至る過程を、国内外の資料に基づき再検証した。
主な著書に『思想検事』『特高警察』『よみがえる戦時体制在』『治安維持法の歴史(全6巻)』『小林多喜二の手紙』『検証 治安維持法』などがある。

## 経歴
埼玉県南埼玉郡菖蒲町（現・久喜市）生まれ。1975年早稲田大学第一文学部卒業。1982年11月同大学院文学研究科博士課程（後期）退学。1985年11月、「特高警察体制史 社会運動抑圧取締の構造と実態」で文学博士（早稲田大学）。1982年早稲田大学文学部助手。1987年10月小樽商科大学商学部助教授。1993年10月より教授。2018年定年退職、同大学名誉教授。
専攻は日本近現代史。研究分野は戦前・戦後日本の治安体制、初期社会主義思想論。小林多喜二をはじめとする社会運動史上の人物や事件にも言及しており、関連する講演や著作も行っている。
所属学会は、歴史学研究会、日本史研究会、歴史科学協議会、民衆史研究会、初期社会主義研究会、日本社会文学会。

## 論文
- CiNii 荻野富士夫
- 荻野富士夫 - researchmap

## 著作

### 著書
- 『特高警察体制史――社会運動抑圧取締の構造と実態』せきた書房、1984年、増補版、1988年
- 『北の特高警察』新日本出版社、1991年
- 『昭和天皇と治安体制』新日本出版社、1993年
- 『初期社会主義思想論』不二出版、1993年
- 『戦後治安体制の確立』岩波書店、1999年
- 『思想検事』岩波新書、2000年
- 『外務省警察史――在留民保護取締と特高警察機能』校倉書房、2005年
- 『横浜事件と治安維持法』星雲社、2006年
- 『戦前文部省の治安機能――「思想統制」から「教学錬成」へ 』校倉書房、2007年
- 『多喜二の時代から見えてくるもの――治安体制に抗して』新日本出版社、2009年
- 『太平洋の架橋者角田柳作――「日本学」のSENSEI』芙蓉書房出版、2011年
- 『母の語る小林多喜二』新日本出版社、2011年
- 『特高警察』岩波新書、2012年
- 『大学「歴史教育」論』校倉書房、2013年
- 『「戦意」の推移 国民の戦争支持・協力』校倉書房、2014年
- 『闇があるから光がある―新時代を拓く小林多喜二』学習の友社、2014年
- 『北洋漁業と海軍――「沈黙ノ威圧」と「国益」をめぐって』校倉書房、2016年
- 『「満洲国」における抵抗と弾圧 (小樽商科大学研究叢書)』兒嶋俊郎・江田憲治・松村高夫共著、小樽商科大学出版会、発売：日本経済評論社、2017年
- 『日本憲兵史 (小樽商科大学研究叢書5)』小樽商科大学出版会、発売：日本経済評論社、2018年
- 『よみがえる戦時体制 治安体制の歴史と現在』集英社新書、2018年6月
- 『治安体制の現代史と小林多喜二』本の泉社、2019年11月
- 『特高警察体制史：社会運動抑圧取締の構造と実態 増補新装版』明誠書林、2020年6月
- 『治安維持法の「現場」(治安維持法の歴史1)』六花出版、2021年5月
- 『朝鮮の治安維持法(治安維持法の歴史4)』六花出版、2022年1月
- 『朝鮮の治安維持法の「現場」(治安維持法の歴史3)』六花出版、2022年5月
- 『戦前文部省の治安機能：「思想統制」から「教学錬成」へ 新装版』明誠書林、2022年10月
- 『治安維持法 その成立と「改正」史 (治安維持法の歴史2)』六花出版、2022年11月
- 『台湾の治安維持法 (治安維持法の歴史5)』六花出版、2023年5月
- 『「満州国」の治安維持法 (治安維持法の歴史6)』六花出版、2023年11月
- 『検証 治安維持法：なぜ「法の暴力」が蔓延したのか』平凡社新書、2024年12月
- 『治安維持法一〇〇年：「新しい戦中」にしないために』大月書店、2025年3月

### 編著
- 『定本・飼山遺稿』西田勝共編、銀河書房、1987年
- 『「大逆事件」関係外務省往復文書』山泉進共編・解説、不二出版、1993年
- 『特高警察関係資料集成』全38巻、編・解説、不二出版、1991-2004年
- 『治安維持法関係資料集』全4巻、編、新日本出版社、1996年
- 『情報局関係極秘資料』全8巻、編・解題、不二出版、2003年
- 『文部省思想統制関係資料集成』全11巻、編・解説、不二出版、2007-2008年
- 『小林多喜二の手紙』編、岩波文庫、2009年
- 『中国侵略の証言者たち――「認罪」の記録を読む』岡部牧夫・吉田裕共編、岩波新書、2010年
- 『多喜二の文学、世界へ――2012小樽小林多喜二国際シンポジウム報告集』編、小樽商科大学出版会、発売：紀伊國屋書店、2013年
- 『闇があるから光がある：新時代を拓く小林多喜二』学習の友社、2014年11月
- 『もの言えぬ時代：戦争・アメリカ・共謀罪』朝日新聞出版、2017年10月

## 監修
- 『証言治安維持法：「検挙者10万人の記録」が明かす真実』NHK「ETV特集」取材班:著、NHK出版、2019年11月

## 参考
- 『現代日本人名録』2002年